# Spoorlijn Hausach - Freudenstadt
De spoorlijn Hausach - Freudenstadt (Duits: Kinzigtalbahn) is een Duitse spoorlijn tussen de steden Hausach en Freudenstadt, in de deelstaat Baden-Württemberg. De lijn is als spoorlijn 4251 en als spoorlijn 4880 onder beheer van DB Netze.
De spoorlijn moet niet verward worden met de Kinzigtalbahn in de deelstaat Hessen.

## Geschiedenis
Het traject tussen Hausach en Schiltach werd door de Badischen Staatsbahnen in fases geopend:
- 5 juli 1878: Hausach - Wolfach
- 4 november 1886: Wolfach - Schiltach

Het traject tussen Schiltach en Freudenstadt werd door de Königlich Württembergischen Staats-Eisenbahnen op 4 november 1886 geopend.

## Treindiensten

### Deutsche Bahn
De Deutsche Bahn verzorgde tot 12 december 2004 het personenvervoer op het traject tussen Freudenstadt en Offenburg met RB-treinen.

### Ortenau-S-Bahn
De Ortenau-S-Bahn GmbH (OSB) is een dochteronderneming van de Südwestdeutschen Verkehrs-Aktiengesellschaft (SWEG). Sinds 1998 verzorgt de OSB het personenvervoer op een aantal trajecten in het zuidwesten van de deelstaat Baden-Württemberg.
De Ortenau-S-Bahn GmbH (OSB) verzorgt sinds 12 december 2004 het personenvervoer op het traject tussen Freudenstadt en Offenburg.

## Aansluitingen
In de volgende plaatsen was of is er een aansluiting van de volgende spoorwegmaatschappijen:

### Hausach
Tegenover het station van Hausach is in een voormalige autogarage een modelspoorbaan met de Schwarzwaldbahn als motief in de schaal H0 opgebouwd. De modelbaan heeft een lengte van meer dan 1300 meter en een oppervlakte van 400 m².
- Schwarzwaldbahn, spoorlijn tussen Offenburg en Singen (Hohentwiel)

### Schiltach
- Schiltach - Schramberg, spoorlijn tussen Schiltach en Schramberg

### Freudenstadt
- Gäubahn, spoorlijn tussen Eutingen im Gäu en Freudenstadt
- Murgtalbahn, spoorlijn tussen Rastatt en Freudenstadt
- Albtal-Verkehrs-Gesellschaft diverse trajecten rond Karlsruhe

## Afbeeldingen

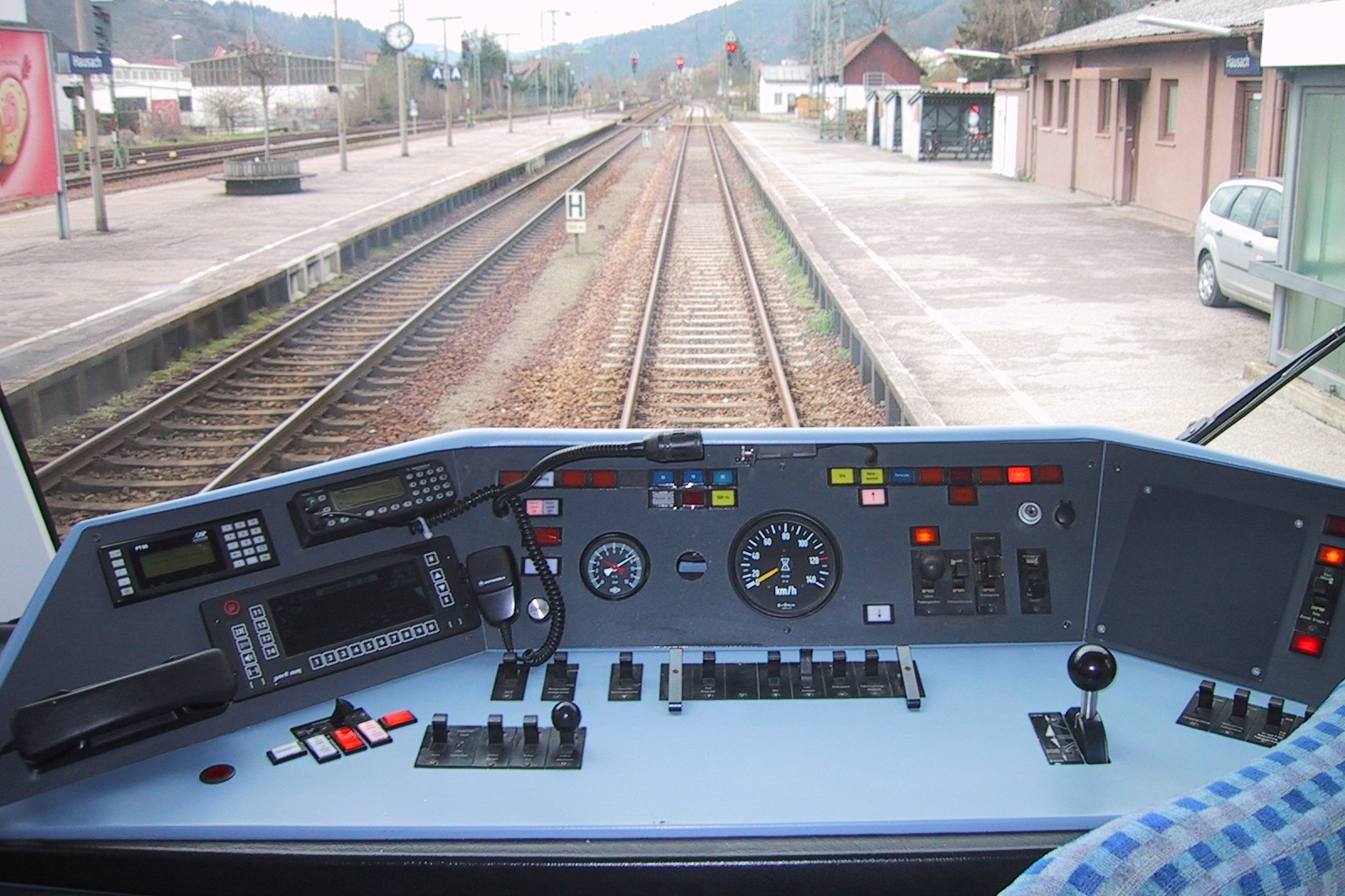
Station Hausach gezien vanaf de stuurtafel van een OSB-trein
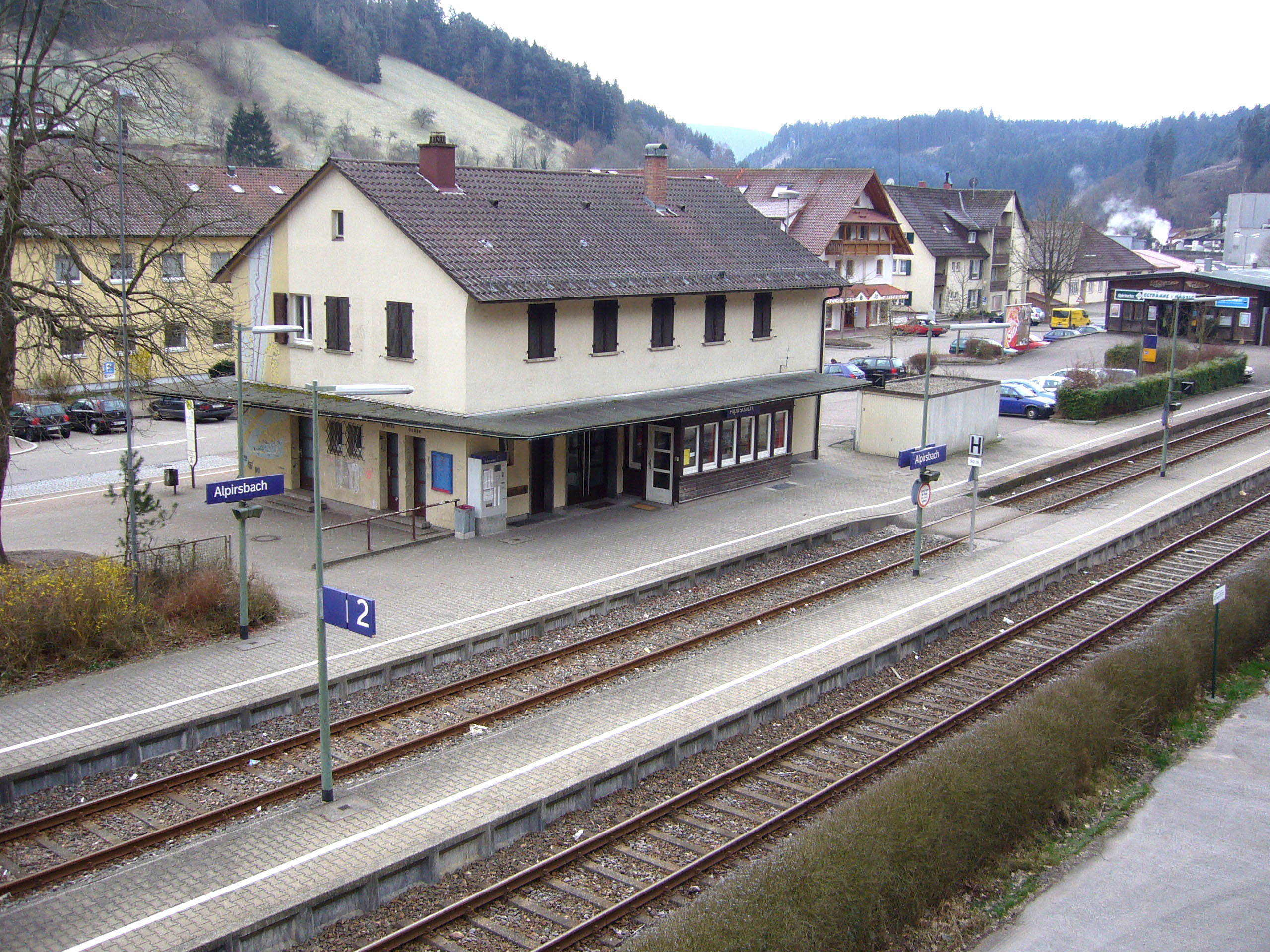
Station Alpirsbach
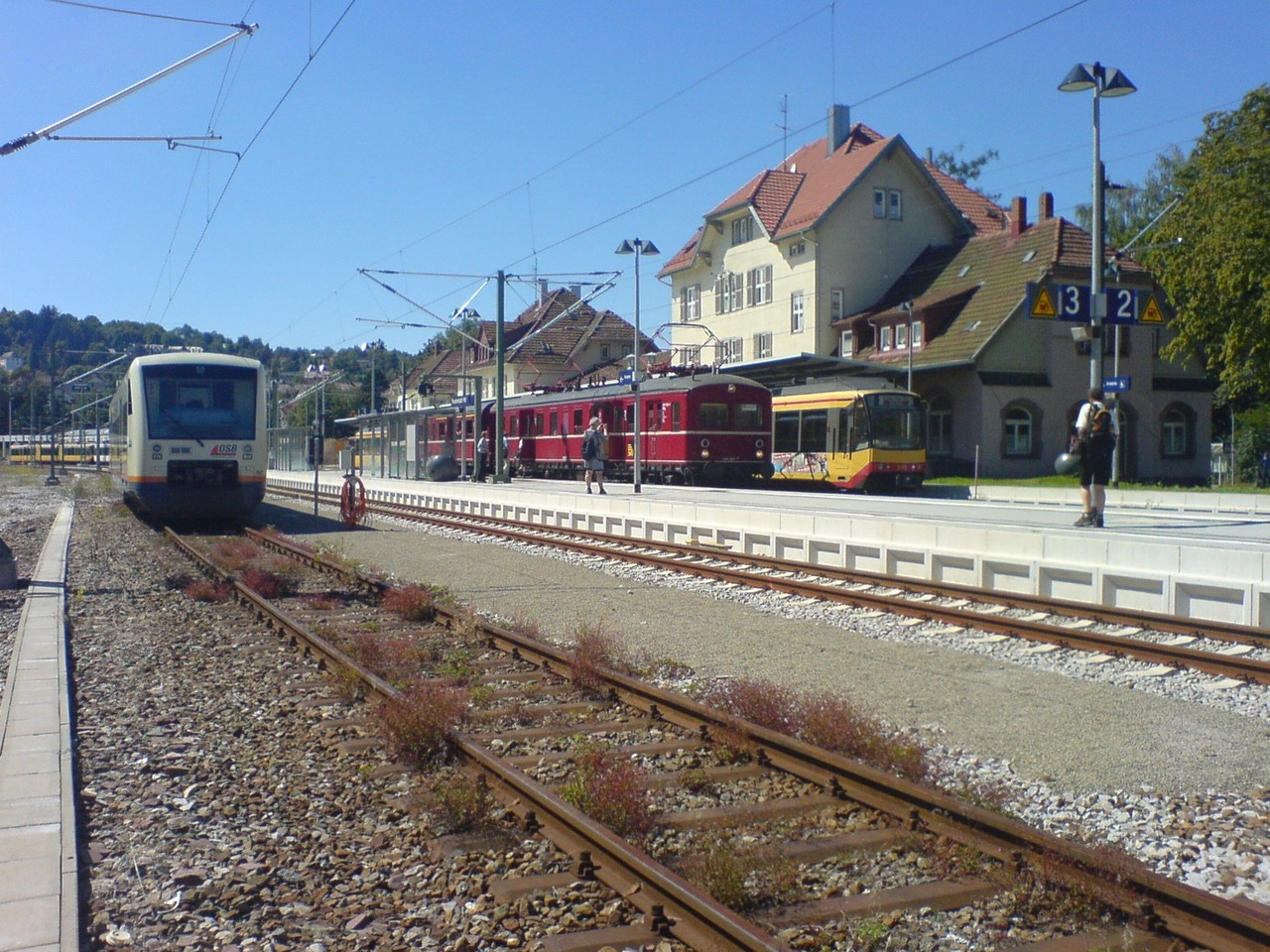
Freudenstadt Hauptbahnhof